# Maryse Carmichael
Maryse Carmichael (1971 à Québec, Canada) est un pilote militaire canadien. Membre des Forces armées canadiennes de 1990 à 2013, elle a notamment été commandant de la patrouille acrobatique des Snowbirds canadiens pendant trois ans.

## Biographie
Maryse Carmichael naît en 1971 à Québec au Canada. Elle est cadet de l'air de 1984 à 1988. Ensuite, elle joint les Forces armées canadiennes en 1990, où elle complète sa formation de pilote militaire en 1994. Elle est nommée instructrice de vol, puis affectée à des bases militaires canadiennes.
En 2001, elle rejoint la patrouille acrobatique des Snowbirds. Neuf ans plus tard, en mai 2010, elle est nommée commandant des Snowbirds.
En juin 2013, elle cumule plus de 3 300 heures de vol en 22 ans de carrière sur appareils militaires. Quelques semaines plus tard, elle quitte les Snowbirds, terminant sa troisième année consécutive en tant que commandant de la patrouille acrobatique, et prend sa retraite des Forces armées canadiennes. 
La même année, elle offre ses services de formation en pilotage militaire.
En 2013, Carmichael reçoit le « Elsie MacGill Northern Lights Award » pour son travail sur les opérations et la maintenance des appareils volants.
Maryse Carmichael est la seule femme pilote à avoir jamais commandé les Snowbirds, la première femme pilote à diriger une patrouille acrobatique militaire et la seule femme pilote à avoir jamais dirigé une patrouille acrobatique militaire (jusqu'en 2013). 
Elle est mariée à Scott Greenough, un pilote militaire canadien. Ils ont deux filles.